# Claus K. Netuschil

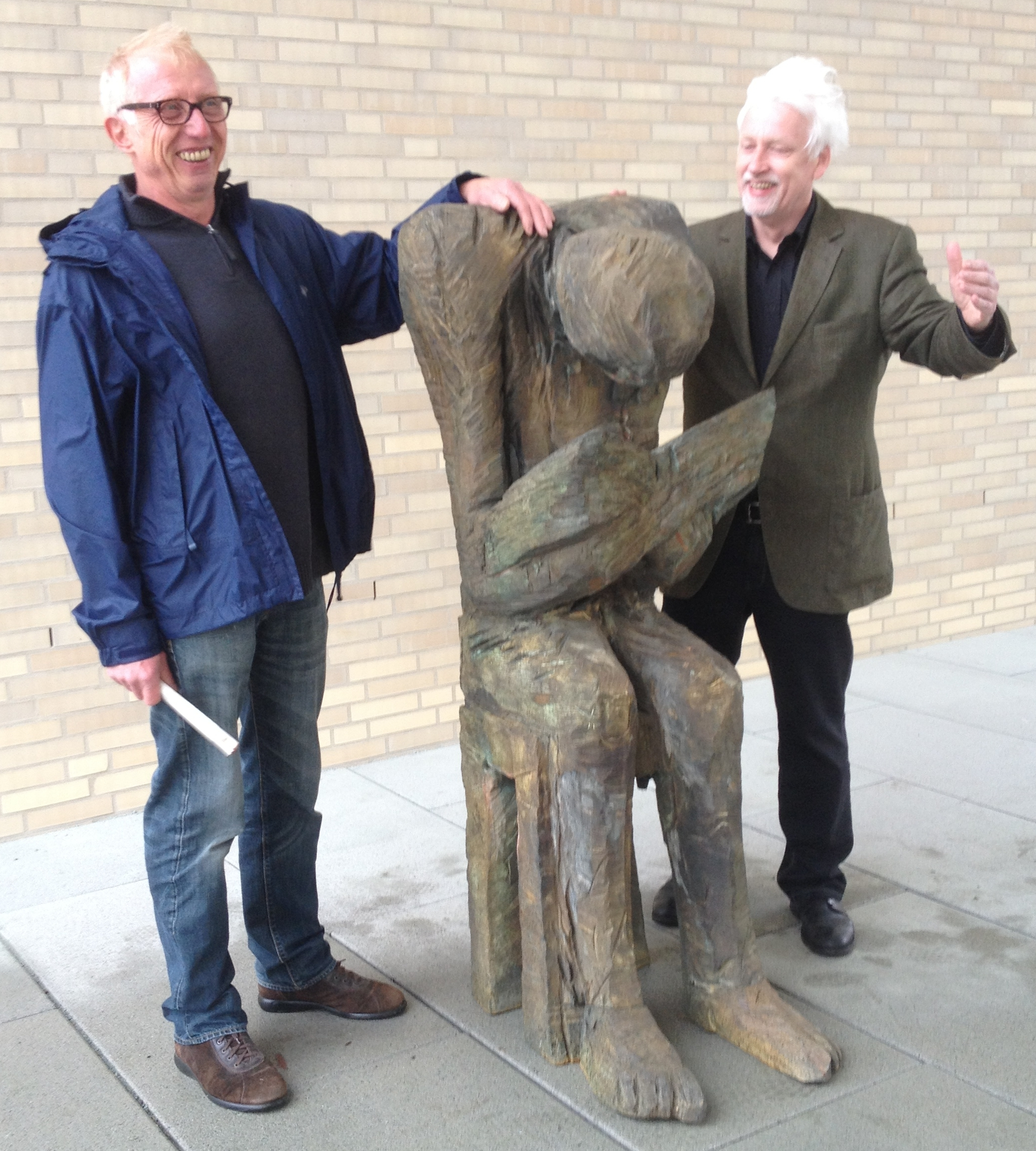
Claus K. Netuschil (re.) mit Walter Schembs und dessen Skulptur Der Lesende

Claus K. Netuschil (* 30. März 1951 in Heppenheim) ist ein deutscher Galerist, Verleger und Kunsthistoriker. Er ist Inhaber der Galerie Netuschil (ehem. Saalbau-Galerie), Gründer des Kunst-Archivs Darmstadt und war 40 Jahre lang dessen Vorsitzender.

## Leben
Claus Netuschil kam 1954 mit seinen Eltern nach Darmstadt und machte an der Wilhelm-Leuschner-Schule seinen Realschulabschluss. Nach einer Lehre als Textilkaufmann legte er das Abitur am Abendgymnasium ab. Er studierte von 1973 bis 1976 Kunstgeschichte, Germanistik und Bibliothekswesen in Berlin und eröffnete anschließend gemeinsam mit seiner Frau Edith Kriz (1953–2023) die Saalbau-Galerie in der Darmstädter Saalbaustraße, die 1983 in die Adelungstraße umzog und 1991 in „Galerie Netuschil“ umbenannt wurde. Diese widmet sich vornehmlich der Kunst um die Jahrhundertwende, aber auch zeitgenössischer Kunst und befindet sich seit 2006 in der Schleiermacherstraße. Bis 2012 erschienen im Eigenverlag der Galerie 80 Titel, hauptsächlich Kunstbücher und Ausstellungskataloge, jedoch auch Lyrikbände, etwa von Fritz Deppert.
Netuschil gehörte 1984 zu den Gründungsmitgliedern des Kunst-Archivs Darmstadt, einer Dokumentationsstelle der bildenden Kunst im Raum Darmstadt, und war seitdem bis zum 25. Juni 2024 Vorsitzender des Vereins. Im Jahr 2000 übernahm er zusätzlich die Leitung des Kunstvereins Darmstadt und der Kunsthalle Darmstadt, trat jedoch nach nur einem Jahr aus Unzufriedenheit mit den Rahmenbedingungen zurück.
Er ist Chronist der Künstlervereinigung Darmstädter Sezession, zu der er seit den 1970er-Jahren Dokumente sammelt.

## Auszeichnungen
- 2010: Bronzene Verdienstplakette der Stadt Darmstadt in Anerkennung seiner Verdienste um das kulturelle Leben in Darmstadt[7]
- 2018: „Bekennender Heiner“ des Heimatvereins Darmstädter Heiner e. V., verliehen im Rahmen des Heinerfestes[3]

## Schriften (Auswahl)
Artikel
- Sterbende Stadt. Ein Tempera-Zyklus über den Untergang Darmstadts von Karl Deppert. In: Hans Helmut Jansen (Hrsg.): Der Tod in Dichtung, Philosophie und Kunst. Steinkopff, Darmstadt 1978, ISBN 978-3-642-97764-0, S. 157–164.
- mehrere Beiträge in: Sabine Welsch, Klaus Wolbert (Hrsg.): Die Darmstädter Sezession 1919–1997. Die Kunst des 20. Jahrhunderts im Spiegel einer Künstlervereinigung. Institut Mathildenhöhe, Darmstadt 1997, ISBN 3-9804553-3-5.

Herausgeberschaften
- Der Darmstädter Verlag Handpresse Joseph Würth. Ein Beitrag zur Verlagsgeschichte und Buchkunst in Darmstadt, 1927–1948. Verlag der Saalbau-Galerie, Darmstadt 1980, ISBN 3-922002-07-2.
- Künstler unter sich. Bildnisse von Malern, Bildhauern und Graphikern 1900–1930. Verlag der Saalbau-Galerie, Darmstadt 1983, ISBN 3-922002-20-X.
- Kasimir Edschmid, 1890–1966. Stadt Darmstadt, Darmstadt 1990.
- Robert d’Hooghe: Über den letzten Federstrich. Feuilletons. Archiv Darmstädter Künstler, Darmstadt 1993, ISBN 3-9802087-4-5.
- Esteban Fekete. Hundert Farbholzschnitte. Braus, Heidelberg 1994, ISBN 3-89466-098-8.
- Die Graphik des Darmstädter Expressionismus 1915–1925. Verlag der Saalbau-Galerie, Darmstadt 1995, ISBN 3-922002-43-9.
- Kunstszene Darmstadt A bis Z. Verzeichnis bildender Künstler in und um Darmstadt. Archiv Darmstädter Künstler, Darmstadt 1997, ISBN 3-9802087-6-1.
- August Becker (1821–1887). Ein Darmstädter Landschaftsmaler unterwegs in Europa. Kunst-Archiv, Darmstadt 2002, ISBN 3-9802087-9-6.
- Der weibliche Blick. Vergessene und verschollene Künstlerinnen in Darmstadt 1880–1930. Kunst-Archiv, Darmstadt 2013, ISBN 978-3-9808630-5-6.
- Bauhaus-Archiv Darmstadt. Bilanz und weltweite Wirkung 1960 bis 1970. Kunst-Archiv, Darmstadt 2019, ISBN 978-3-9808630-9-4.
- Pavel Odvody. Photography. Hirmer, München 2021, ISBN 978-3-7774-3872-6.